# Barrio Atacama
Barrio Atacama es un sector ubicado en la comuna chilena de San Miguel, en la metrópoli de Santiago de Chile. Surgió el 15 de enero de 1927 bajo el nombre de "Chracra Atacama Baeza", debido a que el terreno en que se fundó, correspondiente a un viñedo, ocupaba el mismo nombre, En 1932 las tierras fueron loteadas para la construcción de las viviendas. Desde 1938 posee una cancha de fútbol cual está ubicada en el centro exacto del plano damero, en reemplazo de su plaza central, cual existe la intención por parte de los vecinos de convertirlo en estadio. El 14 de julio de 2017 fue inaugurado su centro de salud familiar.